# Yeomchang-dong
Yeomchang-dong là một dong, phường của Gangseo-gu ở Seoul, Hàn Quốc.

## Liên kết
- Trang chính thức Gangseo-gu[liên kết hỏng]
- (tiếng Hàn) Bản đồ Gangseo-gu Lưu trữ ngày 30 tháng 10 năm 2004 tại Wayback Machine tại trang chính thức Gangseo-gu
- (tiếng Hàn) Văn phòng dân cư của Gangseo-gu Lưu trữ ngày 4 tháng 12 năm 2012 tại archive.today